# 歌謡曲主義 ねね・のりこのアオハルみゅ〜じっく♪
『歌謡曲主義 ねね・のりこのアオハルみゅ〜じっく♪』（かようきょくしゅぎ ねね・のりこのアオハルみゅ〜じっく）は、2019年10月6日から東海ラジオで放送されている日曜午後のラジオ番組である。

## 概要
2012年10月6日よりこの時間は『松原敬生の日曜も歌謡曲』として、元東海ラジオアナウンサーであった松原敬生がメインパーソナリティを務める演歌・歌謡曲に特化した音楽番組を放送してきた。2019年6月30日をもって、松原がアナウンサー・パーソナリティ業から引退。翌7月7日からは松原のアシスタントを務めた青山紀子とねねが番組を引き継ぎ、『のりこ＆ねねの日曜も歌謡曲』として放送した。しかし、2019年10月改編をもって、番組パーソナリティをそのまま据え置きにして、番組タイトル・番組内容を一新する。
また、番組のターゲットとする年代を幾分若めの80年代〜90年代に⻘春（アオハル）を過ごした⼈々に設定し、その層をターゲットとした⾳楽を届けることにしている。

## 放送時間
いずれも日曜日に放送
| 放送期間                  | 基本放送時間（JST）      | 備考 |
| ------------------------- | ------------------------ | ---- |
| 2019年10月6日 - 2020年3月 | - 12:00 - 14:00（120分） |      |

## 出演者
パーソナリティ
- ねね
- 青山紀子（元東海ラジオアナウンサー）